# تامز ریور (نیوجرسی)
تامز ریور (به انگلیسی: Toms River) شهری در ایالت نیوجرسی کشور ایالات متحده آمریکا است که جمعیت آن در سرشماری سال ۲۰۱۰ میلادی، ۹۱٬۲۳۹ نفر بوده‌است.